# مایکل پیجود
مایکل پیجود (انگلیسی: Michel Pageaud؛ زادهٔ ۳۰ اوت ۱۹۶۶) بازیکن فوتبال اهل فرانسه است.
از باشگاه‌هایی که در آن بازی کرده‌است می‌توان به باشگاه فوتبال والنسین، باشگاه فوتبال داندی، و باشگاه فوتبال آنژه اشاره کرد.